# Contrazione e convergenza
La Contrazione e Convergenza (C&C) è una proposta di schema globale per la riduzione delle emissioni di gas serra per combattere il cambiamento climatico. Concepita dal Global Commons Institute nei primi anni Novanta, la strategia di Contrazione e Convergenza consiste nella riduzione complessiva delle emissioni di gas serra ad un livello considerato sicuro (contrazione), ottenuta portando le emissioni di ogni paese (convergenza) allo stesso livello pro capite. Questa strategia dovrebbe costituire la base di un accordo internazionale di riduzione delle emissioni di anidride carbonica per evitare il cambiamento climatico, dato che l'anidride carbonica è considerata la principale responsabile delle variazioni antropiche dell'effetto serra sulla Terra. La strategia è espressa per mezzo di una semplice formula matematica che può essere usata per stabilizzare i livelli globali di carbonio in atmosfera a qualsiasi livello. i sostenitori della Contrazione e Convergenza ritengono che i futuri negoziati si concentreranno solo su quale dovrebbe essere il livello finale voluto.